# Candomblé
A candomblé (portugál kiejtés: kɐ̃dõmˈblɛ) egy szinkretista, elsősorban afrobrazíliai vallás, amely Dél-Amerikában, de azon belül is főleg Brazíliában van elterjedve. Ötvözi az afrikai animizmust, a latin-amerikai spiritualizmust és a kereszténység bizonyos elemeit. Egyetlen lényeges mozzanatban sem különbözik az afrikai jorubák vallásától. 
A kultuszt a brazíliai Bahiában és környékének candomblének, Rióban és São Pauloban macumbának nevezték el. Lényegében tekintve ugyanazokról a szertartásokról, hiedelmekről van szó. Becslések szerint Brazíliában legalább 35 millió ember tartja a kapcsolatot a kandomblé varázslókkal , a tényleges hívők száma mintegy 170 ezer.
A kandomblé papjai ismerik a fekete és fehér mágiát, tudnak gyógyítani, démonokat űzni, képesek az ősök szellemeivel és az istenekkel kapcsolatba kerülni. Az összejöveteleket ének és afrikai ritmusokra épülő tánc vezeti be. Ez addig folytatódik, míg meg nem jelenik valamelyik szellem, vagy isten (orisa), és "egyesül" a révületbe került varázslóval vagy médiummal. A megszállott táncos ekkor mozdulatlanná dermed, és elváltozott hangon beszélni kezd. Tulajdonképpen az orisa beszél általa: elmondja, milyen áldozatokat kíván, meghallgatja kinek milyen panasza van, milyen segítséget kérnek tőle, majd tanácsokat osztogat. 
A kandomblé istenei (Sangó, Osala, Ogun) mind nyugat-afrikai eredetűek. Valamikor természeti erőket személyesítettek meg, Brazíliában azonban a katolicizmus hatására a katolikus szentekkel és a Szűzanyával azonosultak; de csak névlegesen, mert továbbra is a törzsi istenek tulajdonságaival rendelkeznek. A kultusz azonban az istenségek helyett az ősök szellemeitől való megszállottságot emeli ki.